# Majority blues/消えない星
「majority blues／消えない星」（マジョリティ・ブルース／きえないほし）は、チャットモンチーの18枚目のシングル（両A面シングル）。2016年11月30日にKi/oon Musicより発売。

## 概要
- 前作「ときめき／隣の女」より1年8ヶ月ぶり。
- チャットモンチー初の収録曲全曲にタイアップのついたシングルとなった。[1]
- チャットモンチーのシングル売上として過去最低の41位。

## 収録曲
- 全作曲：橋本絵莉子、全編曲：橋本絵莉子・福岡晃子
- #4は、初回限定盤にのみ収録。

| #  | タイトル                                                                       | 作詞       | 作曲・編曲 | 時間  |
| -- | ------------------------------------------------------------------------------ | ---------- | ---------- | ----- |
| 1. | 「majority blues」(2016年度大阪医専、名古屋医専、首都医校CMソング)             | 橋本絵莉子 |            | 3：30 |
| 2. | 「消えない星」(ファントム・フィルム配給映画『アズミ・ハルコは行方不明』主題歌) | 福岡晃子   |            | 5：02 |
| 3. | 「とまらん」(「とくしまマラソン」オフィシャルテーマソング)                     | 橋本絵莉子 |            | 3：05 |
| 4. | 「消えない星 ～赤ちゃんVer.～」(2015.11.11＠日本武道館)                        | 福岡晃子   |            | 5：23 |

## 楽曲について
majority blues
- 2016年度大阪医専、名古屋医専、首都医校CMソング。
- シングル発売に先駆け、2016年7月20日より配信限定でリリースされていた。
- サポートメンバーを入れず、橋本・福岡のみでレコーディングしている。
- PV監督はMINORxU。
- 橋本曰く、「『わたし』をテーマに、過去の『わたし』も未来の『わたし』も報われるような曲にしようと思った。個性、個性と言われる今こそ、大衆が大事なんじゃないかと思いこのタイトルにした」。[2]

消えない星
- ファントム・フィルム配給映画『アズミ・ハルコは行方不明』主題歌。チャットモンチーが映画主題歌を手掛けるのは「ヒラヒラヒラク秘密ノ扉」以来実に11作ぶりとなる。
- PVは＜映画のその後＞という設定で、実際に映画で使われた場所で撮影された。同映画で監督を務めた松居大悟がPV監督を務めており、主演を務めた蒼井優が出演している。
- 2回目の武道館公演「チャットモンチーのすごい10周年 in 日本武道館！！！！」で初披露された。このバージョンは、初回限定盤にのみ「赤ちゃんVer」として収録されている。

とまらん
- 2016年4月24日に徳島で開催された「とくしまマラソン」のオフィシャルテーマソングとして書き下ろされた。同マラソンには福岡も出走し完走している。[3]
- 2016年4月20日より先行配信。
- タイトルは、「止まらない」の意味の単語と「とくしまマラソン」をかけた駄洒落。

## 収録アルバム
- BEST MONCHY 1 -Listening- (#1,2,3)